# Asesinato de Sarina Esmailzadeh
El 23 de septiembre de 2022, la adolescente iraní Sarina Esmailzadeh (en persa: سارینا اسماعیل‌زاده), Murió tras ser golpeado hasta la cabeza por las fuerzas de seguridad durante las protestas de Mahsa Amini en Karaj, provincia de Alborz, Irán, según organizaciones de derechos humanos. Ella tenía 16 años.
El Departamento de Justicia local negó cualquier responsabilidad por su muerte, alegando que ella se suicidó después de saltar desde el techo de un edificio, y las autoridades hicieron afirmaciones similares sobre Nika Shakarami, de 16 años, quien también participó en las protestas y murió en circunstancias sospechosas.
Después de sus muertes, fotografías de Shakarami y Esmailzadeh aparecieron en pancartas durante las protestas y en carteles en ciudades iraníes. Los videos creados por Esmailzadeh se compartieron en línea después de su muerte, y los piratas informáticos interrumpieron una transmisión de noticias del gobierno en Irán que mostraba fotos de Esmailzadeh y otras mujeres asesinadas durante las protestas.

## Víctima
Sarina Esmailzadeh (en persa: سارینا اسماعیل‌زاده  31 de marzo de 2006 - 20 de septiembre de 2022) fue una joven iraní. ella nació en 2006. Su padre murió cuando ella era una niña, fue criada por su madre y tenía un hermano mayor. ella Asistió a una escuela secundaria en Karaj para estudiantes superdotados y hablaba inglés y francés además de su persa nativo.
Esmailzadeh también fue una YouTuber que creó videos en los que ella hablaba sobre temas como música, comida y escuela, así como sobre las restricciones a las mujeres en Irán. En uno de sus videos, después de terminar sus exámenes escolares, ella afirmó: "Nada se siente mejor que la libertad". En un vídeo de YouTube publicado el 22 de mayo, habló sobre las restricciones a las mujeres en Irán y la necesidad de libertad. En otro vídeo, ella dijo: “No somos como la generación anterior, hace 20 años, que no sabía cómo era la vida fuera de Irán”. En su último vídeo de Telegram, ella cantó "Take Me to Church" de Hozier y dijo: "Mi patria parece estar en el exilio".
El 23 de septiembre, Esmailzadeh habría participado en una protesta con amigos y luego no regresó a casa. Después de su muerte, se compartieron videos de ella en línea y el video de ella cantando la canción de Hozier se compartió ampliamente.

## Asesinato
Según Amnistía Internacional y Human Rights Iran, Esmailzadeh fue golpeado repetidamente en la cabeza con una porra y murió desangrado. en el barrio Gohardasht de Karaj, cerca de su escuela de idiomas, donde se desarrollaban las protestas. Según una fuente del IHR, murió antes de que pudieran llevarla a algún lugar para recibir tratamiento. La familia fue notificada de su muerte esa misma noche por sus amigos que estaban con ella en las protestas. Su familia fue presionada por funcionarios de seguridad e inteligencia para que guardara silencio sobre el asunto, especialmente en lo que respecta a la comunicación con los medios de comunicación extranjeros, y apoyara la versión de los hechos de las autoridades. Se ejercieron presiones similares sobre las familias de otras víctimas de las protestas.

### Ocultación
Según Iran International, las autoridades iraníes intentaron encubrir las circunstancias de su muerte. El 6 de octubre, tras los informes que circularon en las redes sociales sobre su muerte, un funcionario iraní dijo que Esmailzadeh se había suicidado después de saltar desde el techo de un edificio, y que miembros de la familia de Esmailzadeh acudieron a la oficina del fiscal en el momento de la noticia. En las redes sociales afirman que Esmailzadeh fue asesinado durante una protesta. El 7 de octubre, la agencia de noticias Tasnim, afiliada al gobierno, emitió un vídeo que mostraba a su madre afirmando que Esmailzadeh había intentado suicidarse anteriormente con pastillas. Se ha cuestionado la autenticidad del vídeo de su madre.
Según conocidos de la familia, más de 50 agentes de seguridad estuvieron presentes en su funeral e impidieron que se grabara el vídeo. Se citó a su madre diciendo a todos los socorristas que Esmailzadeh se cayó del techo de un edificio sin que ellos siquiera lo preguntaran. Las autoridades recogieron su certificado de defunción, pero nunca fue devuelto a su familia, cuyos teléfonos están siendo monitoreados. El abogado de la familia no tuvo acceso a los registros de la investigación sobre la muerte de Esmailzadeh, según IHR.
El teléfono de Esmailzadeh nunca fue devuelto a su familia, las publicaciones de sus canales de Telegram fueron editadas después de su muerte para pintar una imagen de ella deprimida con tendencias suicidas. Algunos de tus mensajes fijados también se han eliminado. Su página de Instagram fue inicialmente eliminada después de su muerte, pero luego se crearon 13 páginas a su nombre, una con su identidad original, sin sus publicaciones antiguas. Sólo su canal de YouTube pinta la imagen de una adolescente feliz y feliz a la que le encantaba el baile, la música y la pizza y se preocupaba por la libertad.
La madre de Esmailzadeh intentó en repetidas ocasiones recuperar el cuerpo de su hija. Las fuerzas de seguridad la ridiculizaron y dijeron que su hija era una terrorista. Después de ver finalmente el cuerpo de Esmailzadeh, algunas fuentes de noticias afirman que se ahorcó en su casa.

## Reacciones
Según el Comité de Mujeres del Consejo Nacional de Resistencia de Irán, excompañeros de clase honraron a Esmailzadeh el cuadragésimo día después de su muerte y reemplazaron la foto de Ali Khamenei en su salón de clases con una foto de Esmailzadeh. En 2023, Amnistía Internacional Reino Unido honró el que habría sido su decimoséptimo cumpleaños el 2 de julio.